# Cornelis de Bryer

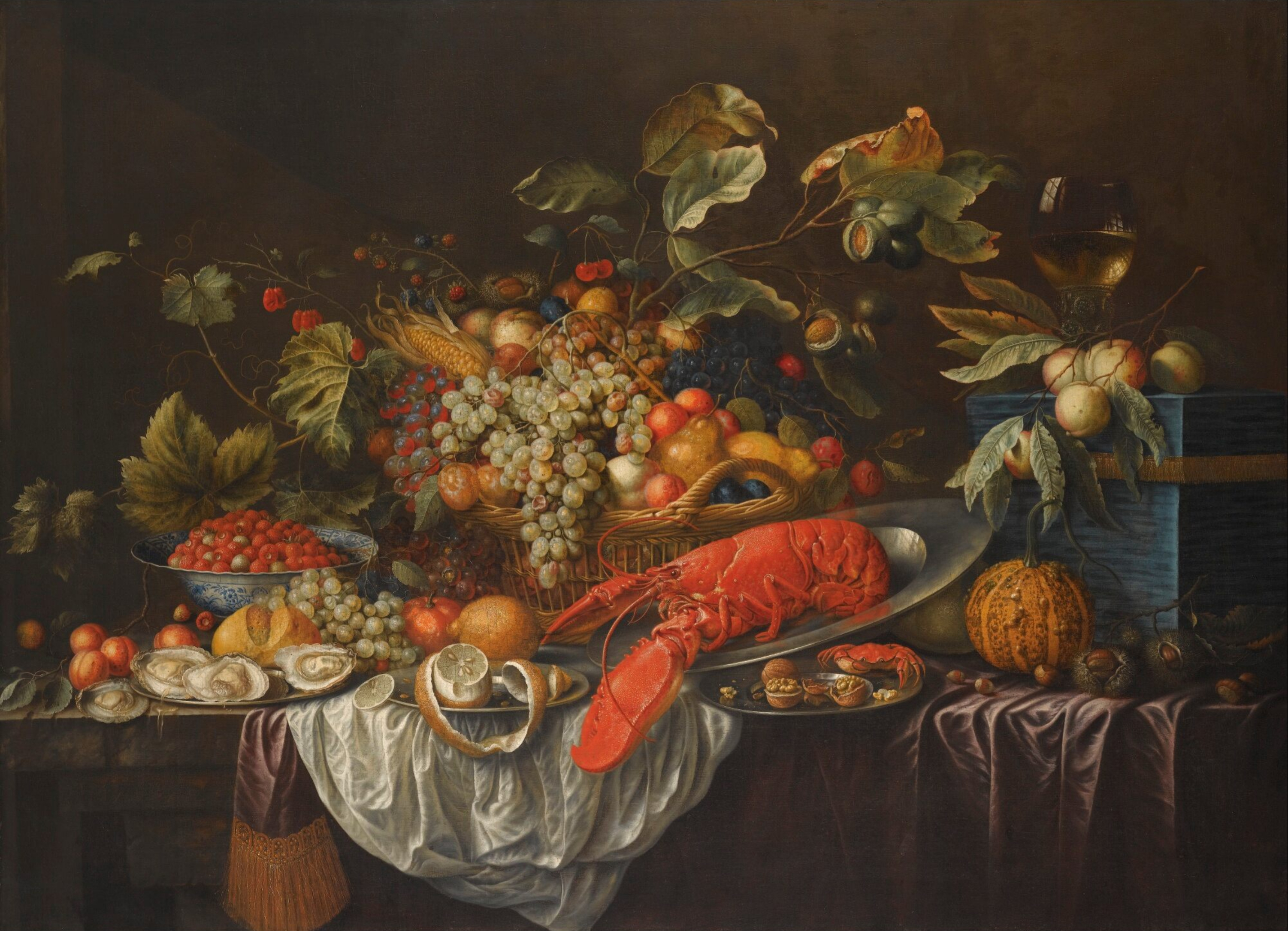
Ein Stillleben mit verschiedenen Früchten in einem Korb

Cornelis de Bryer (fl. 1651–1658) war ein flämischer Stilllebenmaler, der in der Zeit von 1634 bis 1660 in Antwerpen tätig war und später in Frankfurt am Main nachweisbar ist. Er ist bekannt für seine Fruchtstillleben, Vanitas-Stillleben und Prunkstillleben.

## Leben
Über de Bryers Leben ist praktisch nichts bekannt. Sein Geburtsdatum und sein Geburtsort sind unbekannt. Er wurde erstmals in der Antwerpener Lukasgilde als Schüler von Daniel van Middeler im Gildenjahr 1634/1635 aufgenommen. Es gibt keine Aufzeichnungen darüber, dass der Künstler als Meister der örtlichen Lukasgilde registriert wurde.
Es wird angenommen, dass er in den 1650er Jahren in Antwerpen tätig war, aus denen signierte Werke von seiner Hand erhalten geblieben sind. Er war einer von mehreren Künstlern in Frankfurt am Main, die sich über den Wettbewerb von Johann Heinrich Roos beschwerten. Er war noch am 2. Juli 1671 in Frankfurt, als er Pate von Cornelis Collet wurde. Er war möglicherweise der Vater von Fabianus de Bryer, der 1688 als Sohn eines Meisters Meister der Antwerpener Gilde des Heiligen Lukas wurde.

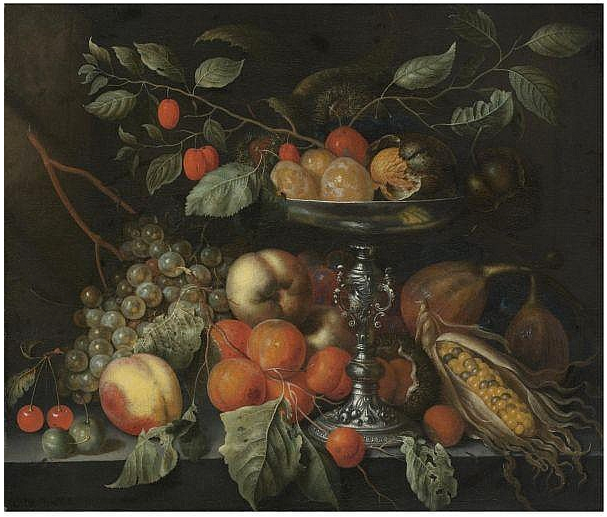
Kirschen, Trauben, Aprikosen, Feigen, Mais und andere Früchte mit einer silbernen Tazza auf einem Tisch

Datum und Ort seines Todes sind unbekannt.

## Schaffen
De Bryer malte Obststillleben, Vanitas-Stillleben und Prunkstillebens, d. h. üppige Stillleben luxuriöser Objekte. Seine datierten Werke umfassen 10 Stillleben, die zwischen 1651 und 1658 datiert sind. Er signierte Bryer oder Brier.
De Bryer gilt als Mitglied des Kreises von Malern, die beeinflusst wurden von Jan Davidsz de Heem, einem niederländischen Stilllebenmaler der zur gleichen Zeit wie de Bryer in Antwerpen tätig war. De Heem war selbst von flämischen Stilllebenmalern wie Frans Snyders, Adriaen van Utrecht und Daniel Seghers beeinflusst. De Bryers Stil zeigt deutlich den Einfluss der Schule von Jan Davidsz. de Heem. Dies beweist eines seiner Werke, ein signiertes Stillleben mit Trauben, Roemer und Brot (Bonnefantenmuseum, Maastricht) das seine Vertrautheit mit dem Werk von Jan Davidsz. und dessen Sohn Cornelis de Heem, die beide lange Zeit in Antwerpen arbeiteten. De Bryer teilte mit de Heem das Interesse an der Wiedergabe von Metallreflexen in metallischen Gegenständen. Er zeigte ein hohes Maß an technischer Versiertheit bei der Wiedergabe von Materialien.
Ein anderes Werk, das sich früher in der Sammlung der Herzöge von Beaufort befand, erinnert eher an die Arbeiten des zeitgenössischen Antwerpener Stilllebenkünstlers Joris van Son.

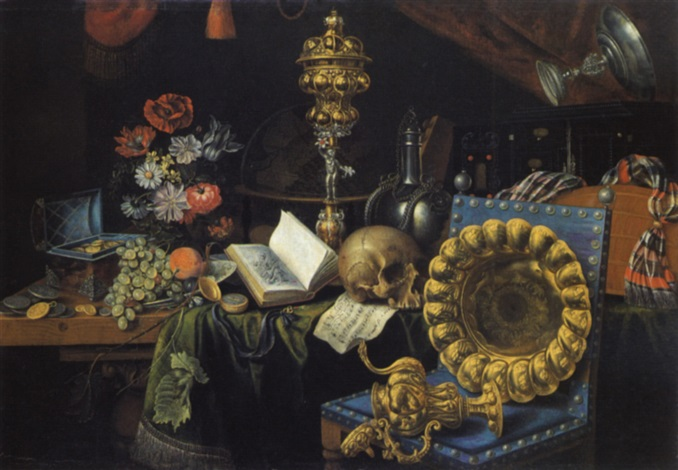
Allegorie der Vanitas

Er malte auch Vanitas-Stillleben. Diese Gattung von Stillleben bietet eine Reflexion über die Bedeutungslosigkeit des irdischen Lebens und die Vergänglichkeit aller irdischen Güter und Bestrebungen. Diese Bedeutung wird in diesen Stillleben durch die Verwendung von Bestandssymbolen vermittelt, die auf die Vergänglichkeit der Dinge und insbesondere auf die Vergeblichkeit irdischen Reichtums verweisen: ein Totenkopf, Seifenblasen, Kerzen, leere Gläser, verwelkende Blumen, Insekten, Rauch, Uhren, Spiegel, Bücher, Sanduhren und Musikinstrumente, verschiedene teure oder exklusive Gegenstände wie Schmuck und seltene Muscheln und Globen. Der Begriff Vanitas ist abgeleitet von der berühmten Zeile „Vanitas vanitatum, dixit ecclesiastes, vanitas vanitatum, et omnia vanitas“, aus dem Buch Prediger in der Bibel. Martin Luther übersetzte die prominente Stelle als „Es ist alles ganz eitel, sprach der Prediger, es ist alles ganz eitel“. Die Weltsicht hinter den Vanitas-Gemälden war ein christliches Verständnis der Welt als ein vorübergehender Ort flüchtiger Freuden und Sorgen, dem die Menschheit nur durch das Opfer und die Auferstehung Christi entkommen konnte. Während die meisten dieser Symbole auf die irdische Existenz (Bücher, wissenschaftliche Instrumente etc.) und Vergnügungen (eine Pfeife) oder die Vergänglichkeit von Leben und Tod (Totenköpfe, Seifenblasen, leere Muscheln) verweisen, tragen einige der in den Vanitas-Gemälden verwendeten Symbole eine doppelte Bedeutung: Eine Rose oder ein Getreidehalm verweist ebenso auf die Kürze des Lebens wie sie ein Symbol für die Auferstehung Christi und damit das ewige Leben ist.
In dem Gemälde Allegorie der Vanitas (1658, Privatsammlung) präsentiert de Bryer ein virtuelles Inventar von Symbolen der Vergänglichkeit aus dem siebzehnten Jahrhundert: den Totenkopf, der Globus, das offene Buch, die Geldkiste, die goldene Uhr, das umgekippte Gefäß und die Musik – repräsentiert durch die Laute.